# Едвін (ерл Мерсії)
Едвін (давньоангл. Ēadwine (? - 1071) старший брат Моркара графа Нортумбрії, син Ельфгара графа Мерсії і онук Леофріка графа Мерсії. Прийняв на себе звання та обов'язки батька після його смерті у 1062 році. У Книзі Страшного суду він згадується як Граф Едвін.
Його молодший брат, Моркар, став графом Нортумбрії після усунення Тостіга Годвінсона 3 жовтня 1065. У 1066 Тостіг вчинив рейд до Мерсії, але був відбитий силами Едвіна і Моркара та втік до Шотландії. Пізніше в цьому році він повернувся в супроводі короля Норвегії Гаральда на чолі величезної норвезької армії. Едвін і Моркар зазнали поразки в битві при Фулфорді поблизу Йорку 20 вересня. Гаральд і Тостіг, у свою чергу, були переможені та загинули за п'ять днів по тому в битві при Стемфорд Брідж. Після смерті короля Гарольда у битві при Гастінгсі, Едвін і Моркар були головними прихильниками обраного королем Едгара Етелінга, але не змогли вжити ефективних заходів проти вторгнення норманів і незабаром присягнули герцогу Вільгельму.
У 1068 році Едвін і Моркар намагались підняти проти норманів повстання в Мерсії, але незабаром були змушені знов підкорились Вільгельму. У 1071 вони знову підняли повстання, але Едвіна було зраджено та вбито.
Сестра Едвіна, Едіт, була одружена з Гарольдом Годвінсоном.
Землі Едвіна з центром у Гіллінг Вест у графстві його брата Нортумбрії були 1071 року передані Алену Ле Ру і перейменовані на Річмондшир.